# Brückenbauwerk Im Riepelsiepen

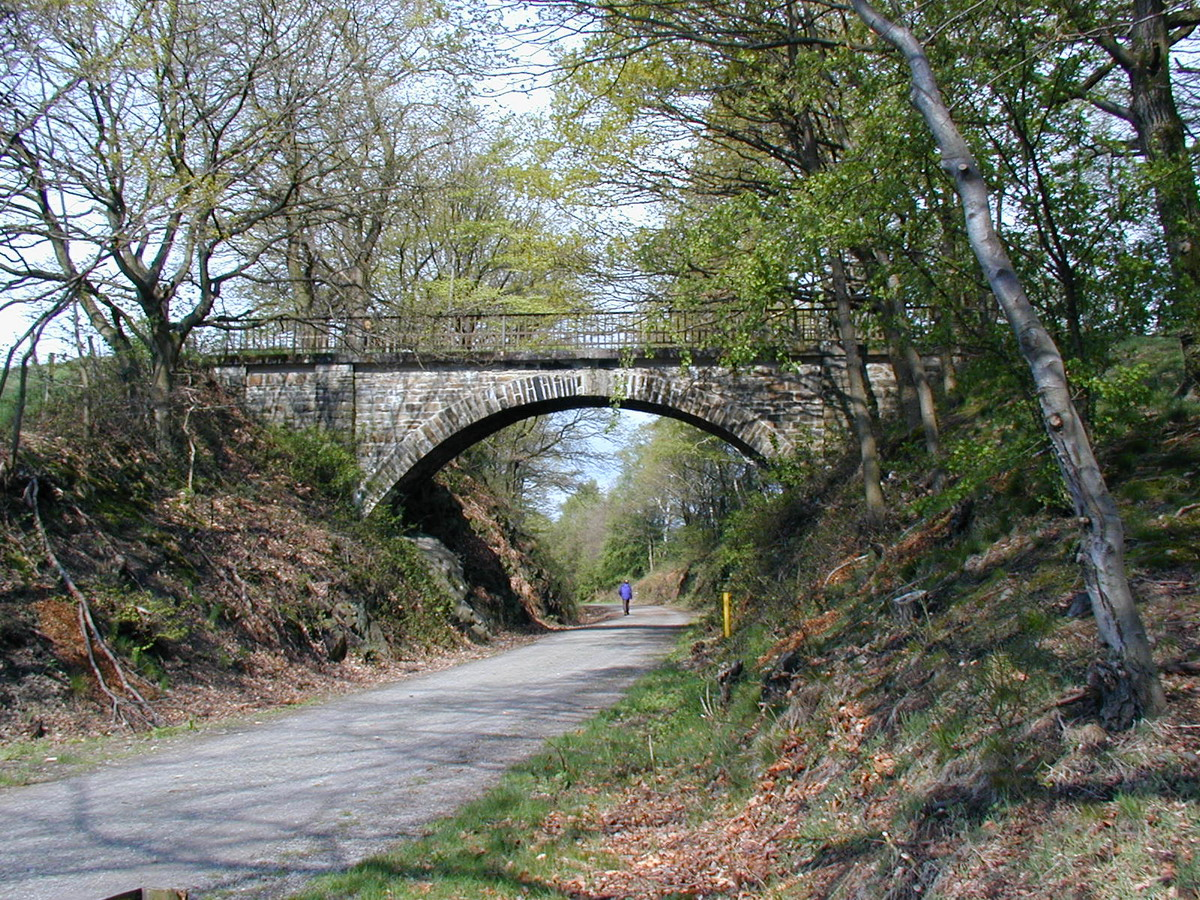
Die Brücke

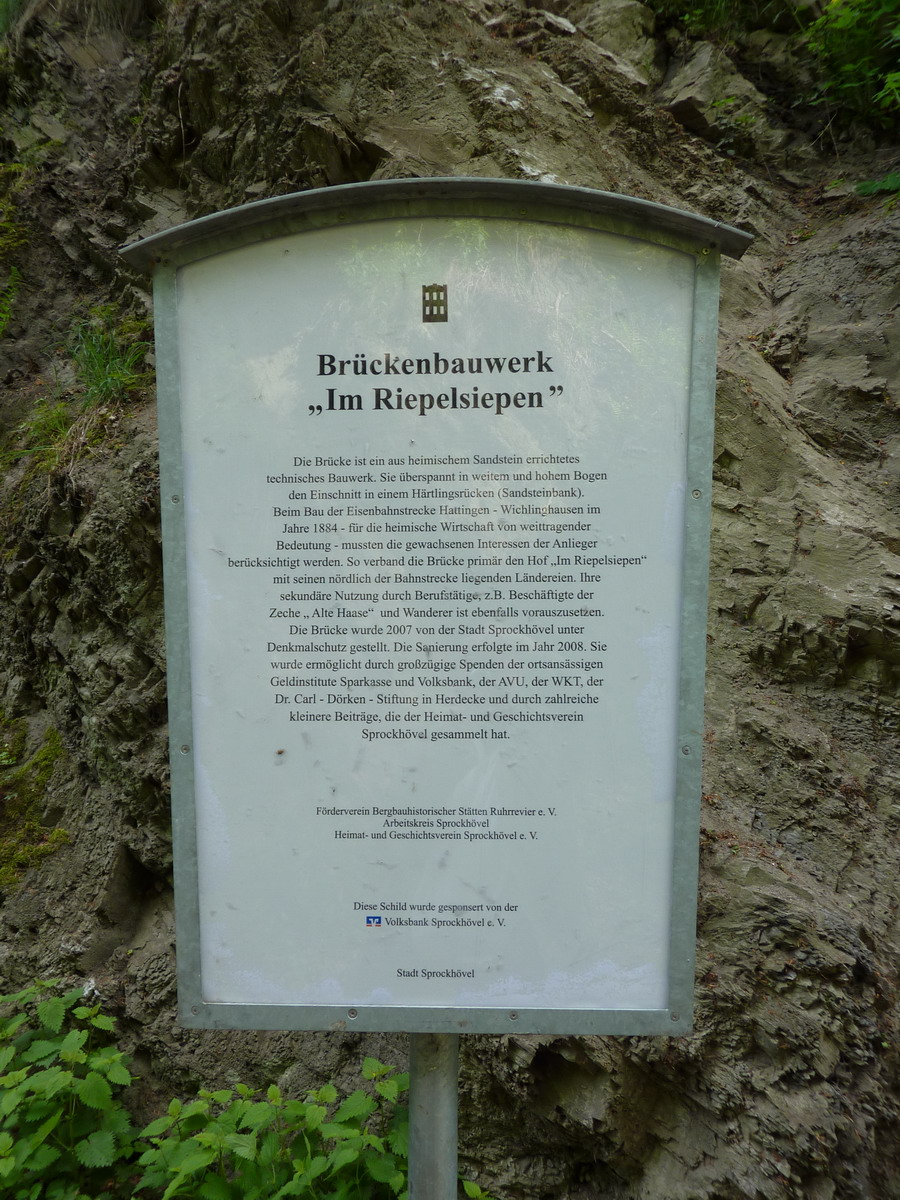
Infotafel des Bergbauwanderwegs Alte-Haase (Nord) zur Brücke

Das Brückenbauwerk Im Riepelsiepen ist eine denkmalgeschützte Steinbogenbrücke über die ehemalige Bahnstrecke Wuppertal-Wichlinghausen–Hattingen in der nordrhein-westfälischen Stadt Sprockhövel. Sie ist derzeit nur für Fußgänger nutzbar.
Die Brücke wurde im Jahr 1884 mit der Bahnstrecke errichtet und überspannt einen Einschnitt der Bahntrasse in einem Härtlingsrücken aus Sandstein. Aus diesem Material wurde sie auch erbaut. Ihr ursprünglicher Zweck bestand in der Zuwegung zum Hof Im Riepelsiepen, der durch den Bau der Eisenbahnstrecke von seinen nördlichen Ländereien getrennt wurde.
Daneben wurde sie von der Arbeiterschaft der benachbarten Zeche Alte Haase und Erholungssuchenden genutzt. Nach Unterschutzstellung als Baudenkmal im Jahr 2007 wurde die Brücke 2008 saniert.